# Asplenium trichomanes subsp. trichomanes
Asplenium trichomanes subsp. trichomanes is een rotsvaren uit de streepvarenfamilie (Aspleniaceae).
Het is de nominaat (de ondersoort die de naam van de soort draagt) van de steenbreekvaren (Asplenium trichomanes). De ondersoort is wereldwijd verspreid, maar komt bijna uitsluitend voor op silicaatrijke gesteenten zoals zandsteen, basalt en graniet.

## Naamgeving enetymologie
- Synoniem: Asplenium melanocaulon Willd.
- Engels: Maidenhair Spleenwort

De botanische naam Asplenium is afgeleid van Oudgrieks ἄσπληνον, asplēnon (miltkruid).

## Kenmerken
A. trichomanes subsp. trichomanes is een kleine, altijdgroene terrestrische varen (hemikryptofyt) met in bundels geplaatste bladstelen en rechtopstaande tot overhangende, tot 20 cm lange, eenmaal geveerde, lijnlancetvormige bladen.
De bladslipjes zijn helder- tot donkergroen, tot 8 mm lang, rond tot ovaal, dikwijls asymmetrisch, meestal alternerend ingeplant met duidelijke tussenruimtes tussen twee blaadjes. De bladranden zijn vooral aan de top gekarteld. De onderzijde van de blaadjes is onbehaard.
De sporenhoopjes zijn streepvormig, liggen langs de nerven aan de onderzijde van het blad en worden afgedekt door een smal, teer dekvliesje. De sporen zijn rijp van mei tot oktober.
A. trichomanes subsp. trichomanes is een diploïde plant, 2n = 72.

## Habitat
A. trichomanes subsp. trichomanes komt voor in montane gebieden, op silicaatrijke gesteenten zoals graniet, basalt en zandsteen op beschaduwde plaatsen, en ook op (niet-gecementeerde) muren.

## Verspreiding en voorkomen
A. trichomanes subsp. trichomanes is wereldwijd verspreid. Hij is minder algemeen dan A. trichomanes subsp. quadrivalens, die vooral op kalkrijke gesteenten voorkomt.
In België zijn er vooral vindplaatsen in Wallonië, maar de plant is ook gevonden op muren in Antwerpen.

## Verwante en gelijkende soorten
Verwarring is mogelijk met andere ondersoorten van deze varen, zoals A. t. subsp. quadrivalens en A. t. subsp. pachyrachis. A. t. subsp. trichomanes is echter ijler bebladerd met rechtopstaande bladstelen en licht- tot donkergroene blaadjes die alternerend geplaatst zijn, met een gekartelde bladrand. De soort komt ook praktisch alleen maar op silicaatrijke gesteenten voor, zelden of nooit op kalksteen.
... · 
A. adiantum-nigrum (Zwartsteel) · 
A. adulterinum · 
A. aethiopicum · 
A. ×alternifolium · 
A. anceps · 
A. aureum · 
A. azoricum · 
A. billotii (Lancetvormige streepvaren) · 
A. bulbiferum · 
A. ceterach (Schubvaren) · 
A. cuneifolium · 
A. filare · 
A. fissum · 
A. fontanum (Genaalde streepvaren) · 
A. foreziense (Forez-streepvaren) · 
A. hemionitis · 
A. jahandiezii · 
A. lepidum · 
A. lolegnamense · 
A. majoricum · 
A. marinum (Zeestreepvaren) · 
A. nidus (Nestvaren) · 
A. obovatum · 
A. octoploideum · 
A. onopteris · 
A. petrarchae · 
A. ruta-muraria (Muurvaren) · 
A. scolopendrium (Tongvaren) · 
A. seelosii · 
A. septentrionale (Noordse streepvaren) · 
A. trichomanes (Steenbreekvaren) · 
A. trichomanes subsp. coriaceifolium · 
A. trichomanes subsp. pachyrachis · 
A. trichomanes subsp. quadrivalens · 
A. trichomanes subsp. trichomanes · 
A. viride (Groensteel) · 
A. viviparum · 
...